# Drehmomentverteilung
Unter Drehmomentverteilung (engl.Active Yaw resp. Torque Vectoring) versteht man die aktive Beeinflussung des Gierwinkels von Kraftfahrzeugen (engl. „Yaw Angle“) bzw. der Gierwinkelgeschwindigkeit (Gierrate, eng. „Yaw Rate“) – oder einfach ausgedrückt: Mit Drehmomentverteilungs-Systemen kann man über die Räder ein Kraftfahrzeug zusätzlich lenken, indem man gezielt die Antriebsmomente links und rechts unterschiedlich verteilt. Das System ist nicht mit der Lenkung, Aktivlenkung, Allradlenkung oder der aktiven Hinterachskinematik (z. B. Hinterradlenkung im BMW 850) zu verwechseln. Die Wirkung beruht auf einer kontrollierten Umverteilung der Antriebsmomente, nicht auf der Änderung der Radstellung.

## Wirkungsweise
Das klassische, offene Differentialgetriebe verteilt Antriebsmomente immer gleich; linkes und rechtes Rad übertragen immer die gleichen Kräfte, wodurch die Übertragung frei von Giermomenten ist.
Bei einem Sperrdifferential kann hingegen Drehmoment vom schneller drehenden auf das langsamer 
drehende Rad verlagert werden. Bei Kurvenfahrten treten so Lenkeffekte auf. Da bei normaler Kurvenfahrt das langsamere Rad mehr Antriebsmoment bekommt, bedeutet das, dass sich ein Fahrzeug mit Sperrdifferential Lenkbewegungen widersetzt und zum Untersteuern neigt, oder positiv ausgedrückt: Es hat einen besseren Geradeauslauf. Unter hohen Querbeschleunigungen ändert sich das Verhalten. Das kurveninnere Rad wird entlastet, neigt zum Durchdrehen. Das Sperrdifferential leitet den Großteil des Drehmoments an das kurvenäußere Rad, wodurch beim Beschleunigen ein eindrehendes (übersteuerndes) Giermoment entsteht und im Schiebebetrieb ein ausdrehendes Giermoment (untersteuernd).
Drehmomentverteilungs-Systeme sind elektronisch gesteuert und können sowohl das schnellere als auch das langsamere Rad mit höherem Moment versorgen, so dass die Kurvenfahrt gezielt unterstützt oder unterdrückt wird. Damit beinhaltet ein Drehmomentverteilungs-System auch die Funktion eines elektronisch gesteuerten Sperrdifferentials. Zum Zweck der Umverteilung wird ein Teil des Antriebsmoments vom Differentialkorb direkt auf das gewünschte Rad geleitet. Im Prinzip ist dies die Umkehrung des ESP, bei dem über einen Bremseneingriff (statt Antriebsmoment) das Giermoment beeinflusst wird. Das Zusammenwirken von Gierregelung und ESP besteht darin, dass die Gierregelung bei dynamischem Fahren die Stabilität des Fahrzeugs so verbessert und somit ein Eingriff des ESP hinausgezögert wird. Sobald allerdings das ESP einen kritischen Fahrzustand erkennt, übernimmt es die Kontrolle und deaktiviert (Stand 2008) die Gierregelung. Zukünftige Entwicklungen werden möglicherweise eine Gierregelung mitbenutzen.
Durch die elektronische Regelung lassen sich markentypische Eigenarten, z. B. das Fahrverhalten eines Hinterradantriebes in schnell gefahrenen Kurven, gezielt unterstützen und gleichzeitig die Risiken (Verlust der Kontrolle) begrenzen. Der Fahrer erhält so das von ihm erwartete Fahrverhalten, ohne dass risikoreiche Nebenwirkungen entstehen, oder die Alltagstauglichkeit leidet.

## Geschichte

### Automobilbereich
Technisch wurde dieses Konzept z. B. im Mitsubishi Lancer Evolution IV (genannt Active-Yaw-Control, kurz AYC, seit 1996 mit Entwicklungsbeitrag von GKN Driveline) erstmals in Serie gebracht. Im gleichen Jahr erschien für die 5. Generation des Honda Prelude optional ein solches System unter dem Namen ATTS. Die technischen Strukturen sind auch heute noch Basis der aktuellen und erwarteten Systeme. Im Honda/Acura Legend (Super Handling All Wheel Drive System, kurz SH-AWD) wurde dieses System seit 2004 umgesetzt. Auch der BMW X6 hat ein Torque-Vectoring-Hinterachsgetriebe von ZF Friedrichshafen und GKN Driveline. Audi folgte 2008 mit einem System von Magna Steyr im Audi S4. Nissan setzt das System in dem seit 2010 lieferbaren Modell Juke in der Allradvariante ein. Im neuen Ford Focus gehört seit Modelljahr 2012 Torque Vectoring Control zur Grundausstattung. Das Elektromobilitätsprojekt MUTE der TU München setzt ebenfalls auf Torque Vectoring. Die Funktionalität der Regelung samt Vorsteuerung wird in der Arbeit „Methode zur Erstellung und Absicherung einer modellbasierten Sollvorgabe für Fahrdynamikregelsysteme“ von Michael Graf beschrieben.
Bei Fahrzeugen mit rein elektrischem Antrieb ergeben sich erweiterte Möglichkeiten und Potentiale für das Torque Vectoring.

### Formel 1
In der Formel 1 kam durch den Benetton B199 ein sehr ähnliches System mit dem Namen Front-Torque Transfer System zum Einsatz. Das BAR-Team perfektionierte dieses System in den weiteren Jahren, allerdings verbot die FIA das System ab der Formel-1-Weltmeisterschaft 2004.